# Grzegorz Kuświk
Grzegorz Kuświk (ur. 23 maja 1987 w Ostrowie Wielkopolskim) – polski piłkarz występujący na pozycji napastnika.

## Kariera piłkarska
Grzegorz Kuświk jest wychowankiem Pawłowianki Pawłów, skąd trafił do GKS Zawisza Sośnie, a następnie do Gawina Królewska Wola. Przed sezonem 2007/2008 trafił do GKS Bełchatów. W Ekstraklasie zadebiutował 1 grudnia 2007, w meczu 16. kolejki przeciwko Koronie Kielce. Wszedł na boisko na 10 ostatnich minut, zmieniając Carlo Costly'ego. W sezonie 2007/2008 rozegrał w sumie 2 mecze w polskiej lidze. Więcej grał w zespole Młodej Ekstraklasy.
W sezonie 2008/2009 także rozegrał 2 mecze w Ekstraklasie, w obu przypadkach wchodził z ławki rezerwowych.
W kolejnym sezonie grał częściej w barwach pierwszej drużyny. Pierwszą bramkę w Ekstraklasie strzelił 13 grudnia 2009, w przegranym 1:2 meczu przeciwko Jagiellonii Białystok. Kuświk pojawił się wtedy na boisku 74. minucie, zmieniając Macieja Korzyma, a kilkanaście minut później zdobył honorowego gola dla GKS-u. W 22. kolejce zawodnik strzelił swoją drugą i zarazem ostatnią bramkę w sezonie. W meczu przeciwko Zagłębiu Lubin pojawił się na placu gry w drugiej połowie, a w 71. minucie pokonał Aleksandra Ptaka, ustalając tym samym wynik na 1:3 dla rywali.
Sezon 2010/2011 rozpoczął w znakomitym stylu, gdyż na inaugurację ligi strzelił drugiego gola dla GKS-u, w wygranym 2:0 spotkaniu z Polonią Bytom. Jesienią sezonu 2011/2012 grał mało i zimą szukał nowego pracodawcy. W styczniu GKS zgodził się na jego wypożyczenie do 1-ligowego KS Polkowice. Kuświk strzelił 7 goli, ale nie uratował drużyny przed spadkiem. Gdy wrócił, GKS oddał go Ruchowi Chorzów. Pierwszy sezon w Chorzowie nie był imponujący w wykonaniu Kuświka, jednak po odejściu z Ruchu Arkadiusza Piecha został on podstawowym napastnikiem niebieskich. 17 lipca 2015 roku podpisał 3 letnią umowę z Lechią Gdańsk. Później występował w Stali Mielec i Wiśle Płock. W 2020 zatrudnił go Stomil Olsztyn. Od 1 lipca 2021 jest wolnym zawodnikiem.

## Statystyki kariery
(aktualne na dzień 25 lipca 2016)
| Klub               | Sezon              | Liga               | Liga  | Liga   | Puchar Polski | Puchar Polski | Puchar ligi | Puchar ligi | Europa | Europa | Suma  | Suma   |
| Klub               | Sezon              | Liga               | Mecze | Bramki | Mecze         | Bramki        | Mecze       | Bramki      | Mecze  | Bramki | Mecze | Bramki |
| ------------------ | ------------------ | ------------------ | ----- | ------ | ------------- | ------------- | ----------- | ----------- | ------ | ------ | ----- | ------ |
| GKS Bełchatów      | 2007/08            | I liga             | 2     | 0      | 0             | 0             | 4           | 0           | –      | –      | 6     | 0      |
| GKS Bełchatów      | 2008/09            | Ekstraklasa        | 2     | 0      | 0             | 0             | 1           | 0           | –      | –      | 3     | 0      |
| GKS Bełchatów      | 2009/10            | Ekstraklasa        | 9     | 2      | 0             | 0             | –           | –           | –      | –      | 9     | 2      |
| GKS Bełchatów      | 2010/11            | Ekstraklasa        | 21    | 3      | 1             | 0             | –           | –           | –      | –      | 22    | 3      |
| GKS Bełchatów      | 2011/12            | Ekstraklasa        | 9     | 0      | 1             | 0             | –           | –           | –      | –      | 10    | 0      |
| GKS Bełchatów      | Ogólnie            | Ogólnie            | 43    | 5      | 2             | 0             | 5           | 0           | 0      | 0      | 50    | 5      |
| KS Polkowice       | 2011/12            | I liga             | 12    | 7      | 0             | 0             | –           | –           | –      | –      | 12    | 7      |
| Ruch Chorzów       | 2012/13            | Ekstraklasa        | 19    | 2      | 4             | 2             | –           | –           | 2      | 0      | 25    | 3      |
|                    | 2013/14            | Ekstraklasa        | 34    | 12     | 0             | 0             | –           | –           | –      | –      | 34    | 12     |
|                    | 2014/15            | Ekstraklasa        | 35    | 14     | 1             | 0             | –           | –           | 6      | 0      | 42    | 14     |
|                    | Ogólnie            | Ogólnie            | 88    | 28     | 5             | 2             | 0           | 0           | 8      | 0      | 101   | 30     |
| Lechia Gdańsk      | 2015/16            | Ekstraklasa        | 33    | 11     | 0             | 0             | –           | –           | –      | –      | 33    | 11     |
| Lechia Gdańsk      | 2016/17            | Ekstraklasa        | 2     | 1      | 0             | 0             | –           | –           | –      | –      | 2     | 1      |
| Lechia Gdańsk      | Ogólnie            |                    | 35    | 12     | 0             | 0             | 0           | 0           | 0      | 0      | 35    | 12     |
| Ogólnie w karierze | Ogólnie w karierze | Ogólnie w karierze | 178   | 52     | 7             | 2             | 5           | 0           | 8      | 0      | 198   | 54     |